# テオドジオ (ブラジル公)
テオドジオ・デ・ブラガンサ（Teodósio de Bragança, Príncipe do Brasil, 1634年2月8日 - 1653年5月13日）は、ポルトガルの王族。スペイン支配からの独立を実現したブラガンサ王朝の開祖ジョアン4世王と、その王妃ルイサ・デ・グスマンの間の長男。王位継承者としてポルトガル公（1640年 - 1645年）、のちブラジル公（1645年 - 1653年）、およびブラガンサ公の称号を有した。

## 人物
テオドジオは非常に有能な王子で、ギリシャ語やラテン語に通じ哲学の素養もあり、16歳からすでに国政の協議の場に身を置いていた。テオドジオが19歳の若さで死んだとき、父王やポルトガルの人々の落胆は大きかったという。体に障害があり人柄にもとかく問題のあった弟アフォンソ（のちのアフォンソ6世）が、次の王位継承者となった。